# 호찌민시
호찌민시(베트남어: Thành phố Hồ Chí Minh, 문화어: 호지명시)는 베트남에서 가장 큰 도시로 사이공강과 동나이강 하류에 있다. 16세기 이전부터 베트남인들이 들어와 살고 있었으며 베트남인의 영토 이전에는 쁘르이노꼬란 이름으로 캄보디아의 주요 항구였다. 사이공도성(Đô Thành Sài Gòn)이란 이름으로 프랑스 식민지인 코친차이나와 그 후 독립국인 남베트남(1954년 - 1976년) 수도이기도 했다. 1975년에 사이공은 호찌민시로 이름이 바뀌었다. 시 중심부는 사이공강 강둑에 있고, 남중국해에서 60km 떨어져 있다. 옛 19세기에 프랑스의 도시계획으로 근대도시가 된 후 정치 · 경제의 중심지로 발전했다. 호찌민 7군은 한국인들이 가장 많이 산다. 메콩강 삼각주에서 나오는 쌀도 여기서 거래하고 정미한다.

## 역사
호찌민시는 "프레이 노코르"라는 작은 어촌 마을로 시작하였다. 현재 호찌민시 지역은 본디 습지대였으며, 고대부터 베트남인들이 많이 들어와 살았으나 이곳은 오랫동안 크메르 제국의 영토였다. 1623년 캄보디아 국왕 체타 2세(재위: 1618년-1628년)는 베트남의 찐응우옌 전쟁을 피해서 온 베트남 난민들이 "프레이 노코르" 지역에 정착하도록 허용하였고, 프레이 노코르에 세관을 짓도록 하였다. 베트남에서 온 이주민 수는 증가하였고, 캄보디아 왕국은 태국과의 전쟁으로 약해져서 이 지역에 대한 통치력이 약해졌으며 따라서 이 지역은 캄보디아 정부의 영향력이 적어지며 서서히 베트남인들이 살기 시작하였다. 그때 프레이 노코르가 "사이공"이 되었다.
1698년에 후에의 응우옌 왕조는 베트남 관리 응우옌 후 껀을 보내어 이 지역에 베트남 행정 조직을 설립케 하였다. 그는 사이공의 영토를 기여한 사람으로 여겨지고 있다. 베트남인들은 이 곳을 자딘(嘉定)이라고 불렀다. 1790년에는 프랑스인 건축가 보방이 "자딘성"이라는 거대한 요새를 지었는데, 이는 약 70년 후 1859년 끼호아 전투 중에 프랑스군이 파괴하였다.
1858년부터 베트남과 프랑스는 전쟁에 돌입하였다. 1859년 2월 17일, 프랑스 해군은 리고 드 주누이 제독 지휘 하에 사이공을 점령하였다. 1859년 프랑스에 정복당한 후, 이 도시는 식민지 기간 동안 프랑스의 영향을 많이 받았다. 현재도 수많은 전통 서양식 건축 양식을 반영한 건물들이 남아 있으며, 이는 사이공이 "동아시아의 진주" 또는 "동양의 파리"라고 불리는 이유이기도 하다.
1954년 프랑스는 디엔비엔푸 전투 때 비엣민(월맹)에 패해 베트남에서 완전히 축출됐다. 그러나 비엣민은 새로운 정부로 인정받지 못하고, 바오 다이 황제가 추대되었다(베트남 제국). 1950년에 바오 다이 황제는 사이공을 수도로 삼았었다. 그 때 사이공과 베트남 화교들이 주로 거주하던 촐롱시가 하나의 행정구역으로 통합되었고,‘수도 사이공’이라 불리게 되었다. 베트남이 북베트남(베트남 민주 공화국)과 남베트남(베트남 공화국)으로 나뉘게 되었을 때, 사이공은 응오딘지엠 대통령이 이끌던 남베트남의 수도였다.
교외의 껀저에서도 치열한 전투가 벌어졌던 베트남 전쟁의 결과 1975년 4월 30일 북베트남군에 함락됨에 따라, 이 도시는 자연히 베트남 민주공화국의 통치를 받게 되었다. 통일 베트남의 수도는 하노이가 됐다. 이를 미국에서는 사이공 함락이라고 부르나, 베트남에서는 사이공 해방이라 부른다.
이후 사이공은 호찌민시로 공식 명칭이 바뀌었으나 베트남 현지에서는 여전히 남베트남의 수도명으로 쓰였던 사이공이라는 명칭이 많이 쓰이며, 이 곳의 항구 이름도 그대로 사이공항으로 유지되고 있다. 떤선녓 국제공항의 공항 코드인 SGN 역시 사이공에서 따 온 것이다.

## 자연 환경

### 지리
호찌민시는 북위 10도 45분, 동경 106도 40분의 베트남 동남부에 위치하며, 하노이에서 남쪽으로 1,760 km 떨어져 있다. 평균 해발은 19m. 사이공강의 서안에 있다.
호찌민시는 북쪽으로 떠이닌성과 빈즈엉성과 접경하며, 동쪽으로는 동나이성과 바리어붕따우성과 접경한다. 서쪽으로는 롱안성과 접경하며, 남쪽으로는 동해와 길이 15km의 해안선을 접한다. 호찌민시는 면적이 2,095km2(베트남 전체 면적의 0.63%)로, 꾸찌현(캄보디아 국경에서 19km)까지, 그리고 동해의 껀저까지 뻗어 있다.

### 기후
이 도시는 열대 기후를 가지고 있으며, 그 중에서도 열대 사바나 기후(Aw)로 평균습도는 78-82%이다. 한 해는 뚜렷한 두 계절로 나뉜다. 평균 강수량은 약 1,800mm이며, 우기는 매년 (연간 비오는 날이 약 150일), 보통 5월에 시작하여 10월 말 끝난다. 건기는 12월에서 4월까지 지속된다. 평균 기온은 28 °C이며 일년내내 거의 변동이 없다. 기록된 가장 높은 온도는 4월에 40.0 °C였지만 기록된 최저 온도는 1월에 13.8 °C였다. 평균적으로 이 도시는 1년에 2,400에서 2,700 시간의 일조량을 경험한다.
| 호찌민시 (떤선녓 국제공항)의 기후                   | 호찌민시 (떤선녓 국제공항)의 기후 | 호찌민시 (떤선녓 국제공항)의 기후 | 호찌민시 (떤선녓 국제공항)의 기후 | 호찌민시 (떤선녓 국제공항)의 기후 | 호찌민시 (떤선녓 국제공항)의 기후 | 호찌민시 (떤선녓 국제공항)의 기후 | 호찌민시 (떤선녓 국제공항)의 기후 | 호찌민시 (떤선녓 국제공항)의 기후 | 호찌민시 (떤선녓 국제공항)의 기후 | 호찌민시 (떤선녓 국제공항)의 기후 | 호찌민시 (떤선녓 국제공항)의 기후 | 호찌민시 (떤선녓 국제공항)의 기후 | 호찌민시 (떤선녓 국제공항)의 기후 |
| 월                                                  | 1월                               | 2월                               | 3월                               | 4월                               | 5월                               | 6월                               | 7월                               | 8월                               | 9월                               | 10월                              | 11월                              | 12월                              | 연간                              |
| --------------------------------------------------- | --------------------------------- | --------------------------------- | --------------------------------- | --------------------------------- | --------------------------------- | --------------------------------- | --------------------------------- | --------------------------------- | --------------------------------- | --------------------------------- | --------------------------------- | --------------------------------- | --------------------------------- |
| 역대 최고 기온 °C (°F)                              | 36.4 (97.5)                       | 38.7 (101.7)                      | 39.4 (102.9)                      | 40.0 (104.0)                      | 39.0 (102.2)                      | 37.5 (99.5)                       | 35.2 (95.4)                       | 36.1 (97.0)                       | 35.3 (95.5)                       | 34.9 (94.8)                       | 35.0 (95.0)                       | 37.6 (99.7)                       | 40.0 (104.0)                      |
| 일평균 최고 기온 °C (°F)                            | 32.0 (89.6)                       | 32.7 (90.9)                       | 33.6 (92.5)                       | 34.5 (94.1)                       | 34.9 (94.8)                       | 33.5 (92.3)                       | 33.0 (91.4)                       | 32.9 (91.2)                       | 32.6 (90.7)                       | 32.3 (90.1)                       | 32.4 (90.3)                       | 31.6 (88.9)                       | 33.0 (91.4)                       |
| 일일 평균 기온 °C (°F)                              | 27.3 (81.1)                       | 27.5 (81.5)                       | 28.1 (82.6)                       | 29.3 (84.7)                       | 29.5 (85.1)                       | 28.8 (83.8)                       | 28.4 (83.1)                       | 28.3 (82.9)                       | 28.1 (82.6)                       | 28.0 (82.4)                       | 28.0 (82.4)                       | 27.3 (81.1)                       | 28.2 (82.8)                       |
| 일평균 최저 기온 °C (°F)                            | 23.4 (74.1)                       | 23.1 (73.6)                       | 24.9 (76.8)                       | 26.4 (79.5)                       | 26.4 (79.5)                       | 25.5 (77.9)                       | 25.2 (77.4)                       | 25.1 (77.2)                       | 25.0 (77.0)                       | 25.0 (77.0)                       | 24.9 (76.8)                       | 23.9 (75.0)                       | 24.9 (76.8)                       |
| 역대 최저 기온 °C (°F)                              | 13.8 (56.8)                       | 16.0 (60.8)                       | 17.5 (63.5)                       | 20.0 (68.0)                       | 20.0 (68.0)                       | 19.0 (66.2)                       | 16.2 (61.2)                       | 20.0 (68.0)                       | 16.3 (61.3)                       | 16.5 (61.7)                       | 15.9 (60.6)                       | 13.9 (57.0)                       | 13.8 (56.8)                       |
| 평균 강수량 mm (인치)                               | 12.0 (0.47)                       | 8.0 (0.31)                        | 18.0 (0.71)                       | 57.0 (2.24)                       | 202.0 (7.95)                      | 224.0 (8.82)                      | 231.0 (9.09)                      | 219.0 (8.62)                      | 490.0 (19.29)                     | 340.0 (13.39)                     | 128.0 (5.04)                      | 41.0 (1.61)                       | 1,970 (77.54)                     |
| 평균 강우일수                                       | 2.0                               | 1.0                               | 1.0                               | 4.0                               | 13.0                              | 16.0                              | 19.0                              | 17.0                              | 18.0                              | 16.0                              | 9.0                               | 5.0                               | 121                               |
| 평균 상대 습도 (%)                                  | 72                                | 70                                | 70                                | 72                                | 79                                | 82                                | 83                                | 83                                | 85                                | 84                                | 80                                | 77                                | 78                                |
| 평균 월간 일조시간                                  | 245                               | 246                               | 272                               | 239                               | 195                               | 171                               | 180                               | 172                               | 162                               | 182                               | 200                               | 226                               | 2,490                             |
| 출처 1: 베트남 과학기술양성연구소, 아시아 개발 은행 |                                   |                                   |                                   |                                   |                                   |                                   |                                   |                                   |                                   |                                   |                                   |                                   |                                   |
| 출처 2: 세계기상기구 (강수량)                       |                                   |                                   |                                   |                                   |                                   |                                   |                                   |                                   |                                   |                                   |                                   |                                   |                                   |

## 정치

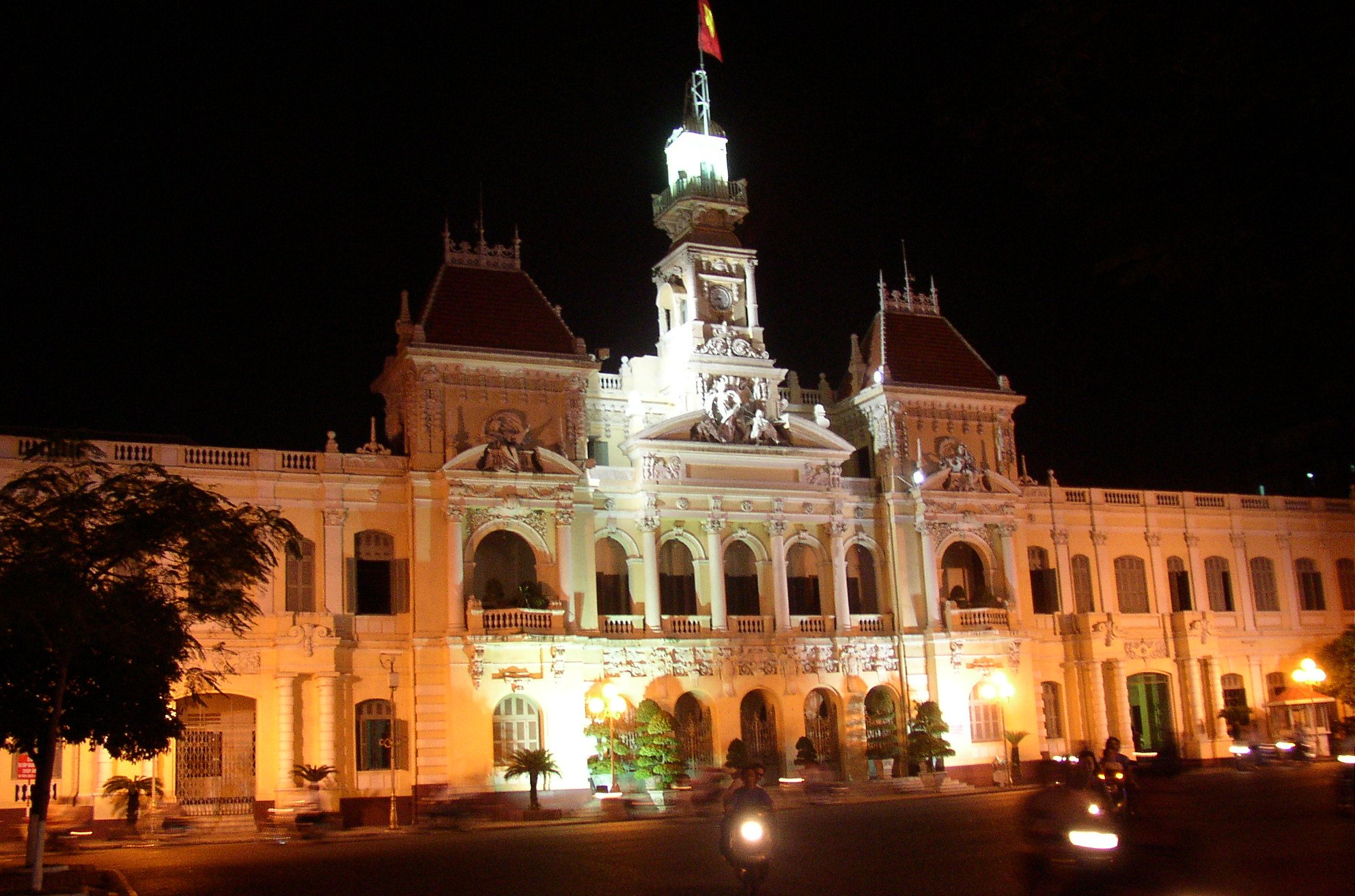
호찌민 시청

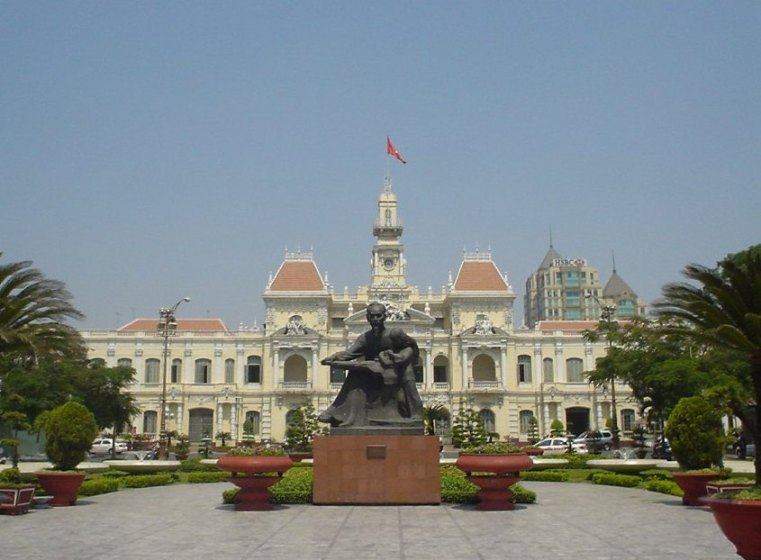
시청과 호찌민 동상

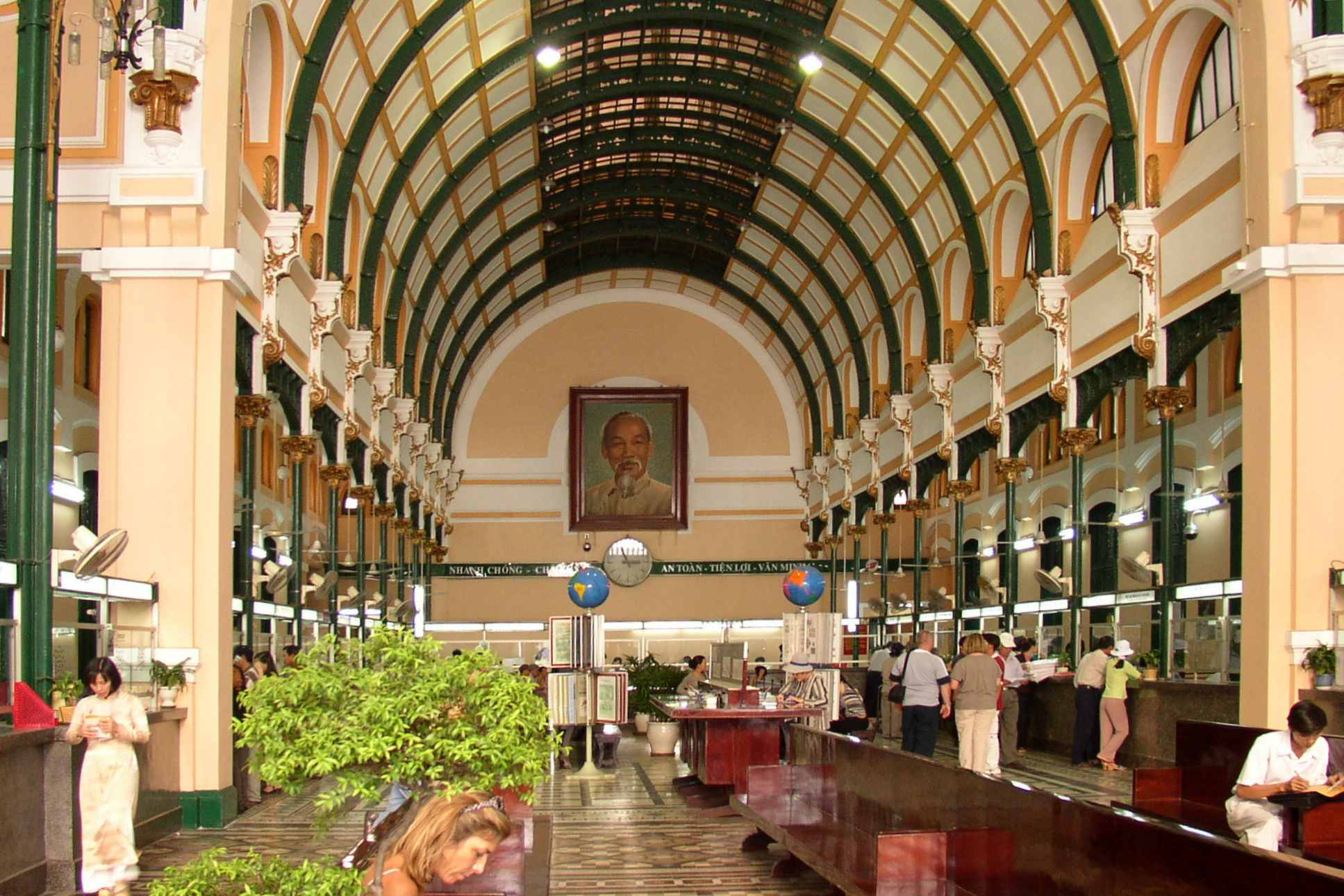
호찌민시 1군에 있는 중앙우체국

호찌민시는 베트남의 중앙직할시로 성과 동격의 도시이다. 그 때문에 호찌민시의 정치 구조는 성과 유사한 정치 구조를 가지고 있고, 선거로 선택된 95명의 평의원으로 구성된 인민평의회와 인민평의회에 의해서 선택된 13명의 위원으로 구성된 인민위원회가 가장 중요한 지방 정부 기관이 된다. 세계의 다른 시와는 달리 한 명의 수장이 정치, 집행을 통괄하는 것이 아니라, 인민평의회 의장이 시의 정치 부문의 수장으로 인민위원회 위원장이 시의 집행 부문의 수장으로서의 역할을 한다. 베트남 공산당(CPV)이 베트남의 모든 정치·경제·사회 활동을 지도하므로, 베트남 공산당 호찌민시 위원회 서기가 호찌민시에서 실질 최고 지도자가 된다.

### 행정
호찌민시는 2020년 12월 이후 22개의 행정구획으로 구분되어 있다. 그 중 5개(면적 1,601 km)는 《현》으로 위치설정이 되어 있다. 호찌민시 시역의 주위에 있으면서, 동시에 공식적인 경계선의 안쪽에 있는 비도시화 농촌 지대가 이것에 해당된다. 이것들은 나베, 꾸지, 혹몬, 깐조, 빈짠의 5현이다. 나머지 16개의 군과 1개의 시는 시역 내에 위치해 있다. 이것들 16개 《군》 중 이름이 붙어 있는 것은 6개 군(떤빈, 빈타인, 푸뉴언, 빈탄, 딴푸, 고밥)이며, 나머지는 단순히 1에서 12까지 숫자로 된 이름이 붙어 있다. 교외 현이 통상 다수의 마을, 베트남어로 《사》나 《시진》으로부터 구성되어 있는데, 시가지는 모두 다수의 《방》으로 나뉘어 있다. 2020년 12월 호찌민시에는 249 현, 58사, 5개의 시진이 구성되어 있다. 각각의 행정 단위는 다음과 같다. (비교는 대한민국의 행정 단위)
| 행정단위 | 베트남어 | 한자 | 비교 |
| -------- | -------- | ---- | ---- |
| 후옌     | Huyện    | 縣   | 군   |
| 꾸언     | Quận     | 郡   | 구   |
| 싸       | Xã       | 社   | 마을 |
| 티쩐     | Thị trấn | 市鎭 | 읍   |
| 프엉     | Phường   | 坊   | 동   |

### 행정구역
호찌민시는 베트남에서 다섯 개 중 하나인 중앙직할시이다. 행정상으로, 시는 16개의 군, 1개의시, 5개의 현으로 분할된다. 이것은 다시 249개의 프엉과 58개의 사 그리고 5개의 시진을 포함하여 322개의 행정 단위가 있다.
| 호찌민시 행정구역                     | 호찌민시 행정구역      | 호찌민시 행정구역        | 호찌민시 행정구역 |
| 명칭 (2020년 12월)                    | 하위단위 (2020년 12월) | 면적 (km2) (2020년 12월) | 인구 (2019년 4월) |
| ------------------------------------- | ---------------------- | ------------------------ | ----------------- |
| 1군(Quận 1 / 郡1)                     | 10 방                  | 7.72                     | 142,000           |
| 3군(Quận 3 / 郡3)                     | 12 방                  | 4.92                     | 190,000           |
| 4군(Quận 4 / 郡4)                     | 13 방                  | 4.18                     | 175,000           |
| 5군(Quận 5 / 郡5)                     | 14 방                  | 4.27                     | 159,000           |
| 6군(Quận 6 / 郡6)                     | 14 방                  | 7.14                     | 233,000           |
| 7군(Quận 7 / 郡7)                     | 10 방                  | 35.69                    | 360,000           |
| 8군(Quận 8 / 郡8)                     | 16 방                  | 19.11                    | 424,000           |
| 10군(Quận 10 / 郡10)                  | 14 방                  | 5.72                     | 234,000           |
| 11군(Quận 11 / 郡11)                  | 16 방                  | 5.14                     | 209,000           |
| 12군(Quận 12 / 郡12)                  | 11 방                  | 52.74                    | 620,000           |
| 빈떤군(Quận Bình Tân / 郡平新)        | 10 방                  | 52.02                    | 784,000           |
| 빈타인군(Quận Bình Thạnh / 郡平盛)    | 20 방                  | 20.78                    | 499,000           |
| 고법군(Quận Gò Vấp / 郡塸㭑)          | 16 방                  | 19.73                    | 676,000           |
| 푸뉴언군(Quận Phú Nhuận / 郡富潤)     | 13 방                  | 4.88                     | 163,000           |
| 떤빈군（Quận Tân Bình / 郡新平)       | 15 방                  | 22.38                    | 474,000           |
| 떤푸군（Quận Tân Phú / 郡新富)        | 11 방                  | 15.97                    | 485,000           |
| 투득시（Thành phố Thủ Đức / 城舖守德) | 34 방                  | 211.56                   | 1,013,795         |
| 빈짜인현（Huyện Bình Chánh / 縣平政)  | 1 시진 15 사           | 252.56                   | 705,000           |
| 껀저현（Huyện Cần Giờ / 縣芹蒢)       | 1 시진 6 사            | 704.45                   | 71,000            |
| 꾸찌현（Huyện Củ Chi / 縣糾支)        | 1 시진 20 사           | 434.77                   | 462,000           |
| 혹몬현（Huyện Hóc Môn / 縣旭門)       | 1 시진 11 사           | 109.17                   | 542,000           |
| 나베현（Huyện Nhà Bè / 縣茹𦨭)        | 1 시진 6 사            | 100.43                   | 206,000           |

## 경제

### 산업

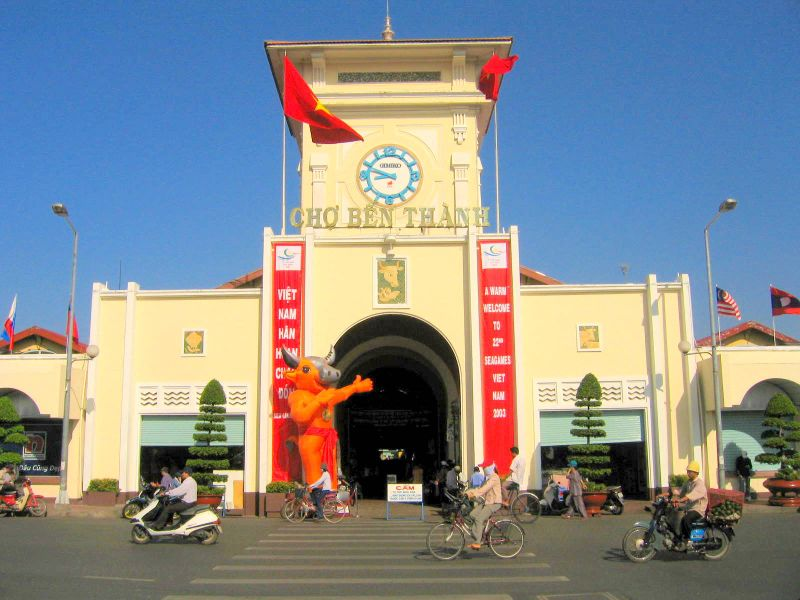
벤타인 시장

호찌민시는 베트남에서 가장 중요한 경제 중심지이다. 도시는 국가의 토지 면적의 0.6%를 차지하지만, 베트남의 인구의 8.34%가 집중되어 있고, 2005년을 기준으로 GDP의 20.2%를 차지하며, 산업 생산의 27.9%와 국가의 FDI 프로젝트 34.9%를 차지했다. 2005년에 도시에는 4,344,000명의 노동자가 있었고, 그 중 130,000명이 노동 연령 기준을 초과했다. (베트남에서는 60, 남성은 60세, 여성 근로자는 55) 2009년 1인당 GDP는 국가 평균이 1,042 달러에 비해 2,800달러에 달했다.
2008년에는 85억 달러의 FDI를 유치했다. 2010년에 도시의 GDP는 1인당 약 2,800달러인 20조 900억 달러로 2009년보다 11.8% 증가한 것으로 추산된다.
2012년에는 전체 수출입 무역액이 477억 달러에 달했고, 수출은 215억 7천만 달러, 수입은 261억 4천만 달러에 달했다.
2013년, 도시의 GDP는 1 분기에 7.6%, 2 분기에 8.1%, 3분기 말까지 10.3% 증가했다. 2013년 말까지 도시의 GDP는 9.3% 성장했으며 자본당 GDP는 4500달러에 달했다.
2014년 말까지 도시의 GDP는 9.5% 성장했으며 1 인당 GDP는 5100 달러에 달했다.

### 분야
호찌민시의 경제는 광업, 해산물 가공, 농업 및 건설에서부터 관광, 금융, 산업 및 무역에 이르는 산업으로 구성된다. 국가 소유 부문은 경제의 33.3%, 민간 부문의 4.6% 및 외국인 투자가 나머지 부분을 차지한다. 경제 구조와 관련하여 서비스 부문은 51.1%, 산업 및 건설 부문은 47.7%, 임업, 농업 및 기타 부문은 1.2%를 차지한다.

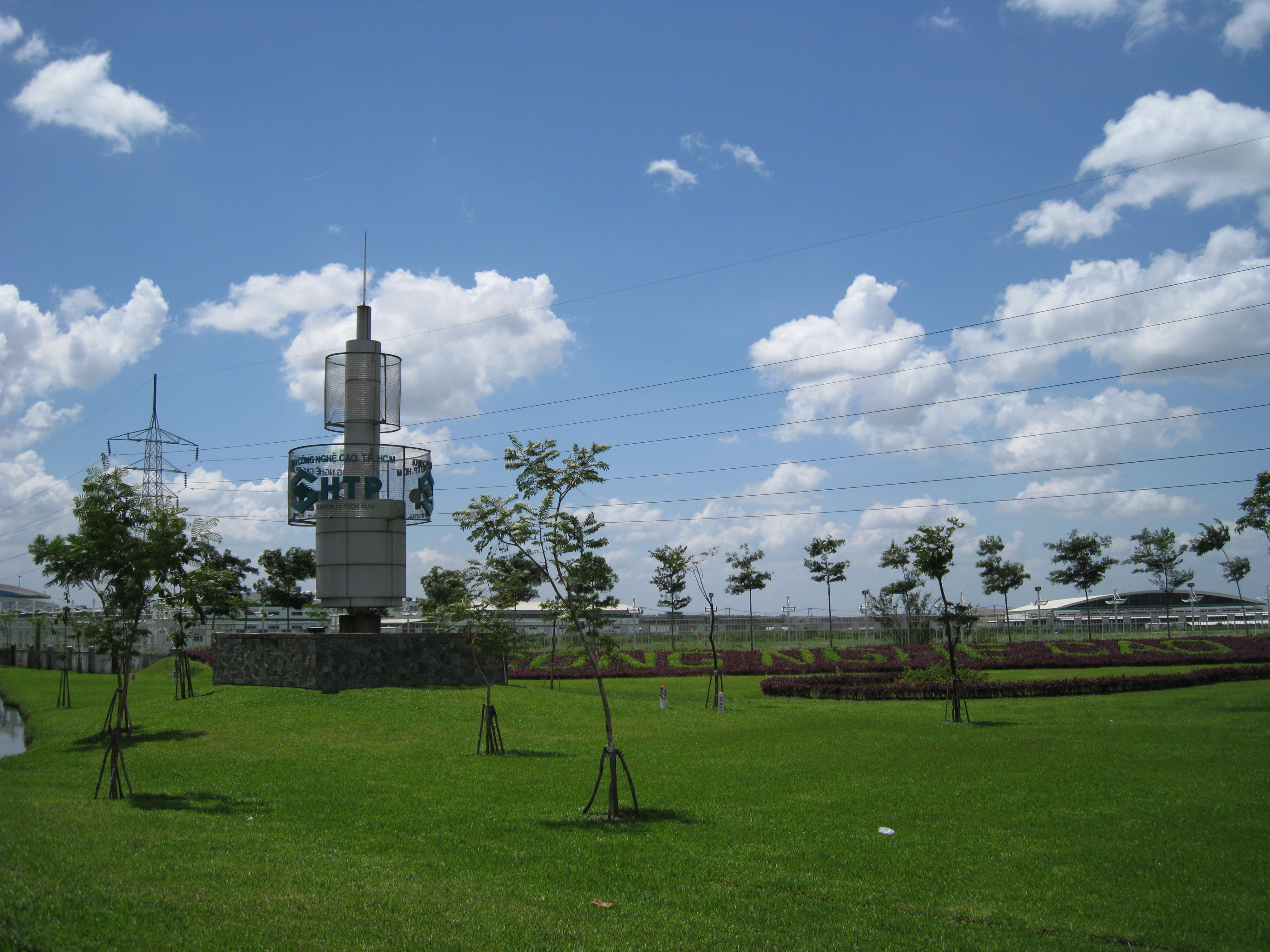
사이공 하이테크 파크, 9군

꽝쭝 소프트웨어 파크는 12군에 위치한 소프트웨어 단지이다. 이 단지는 호찌민 시내 중심가에서 15km 떨어져 있으며, 닷컴 회사나 소프트웨어 개발업체를 유치하고 있다. 이 단지에서는 소프트웨어 훈련 센터도 운영하고 있다.
수많은 대기업을 포함해 대략 30만 개 이상의 회사가 하이테크 산업, 전기, 기계 가공 및 경공업에 종사하고 있으며, 건설업이나 소재 산업, 농산품 제조업에 종사하고 있다. 현재 호찌민시에는 15개의 공업단지 및 수출 가공 지구가 있으며, 꽝쭝 소프트웨어 파크 및 사이공 하이테크 파크가 있다. 호찌민시에는 소규모의 시장을 빼고서도 171개의 시장과 슈퍼마켓 체인점이 10개 계열이 있고, 고급 쇼핑몰이 12개, 다수의 미용-의류 센터가 있다. 50개를 넘는 은행이 몇 백의 지점을 열어 가지고 있으며, 이곳에 거점을 두고 있는 보험 회사도 20개사 정도 있다. 호찌민시에는 베트남에서 최초의 증권거래소가 2001년에 열렸다.

## 교통

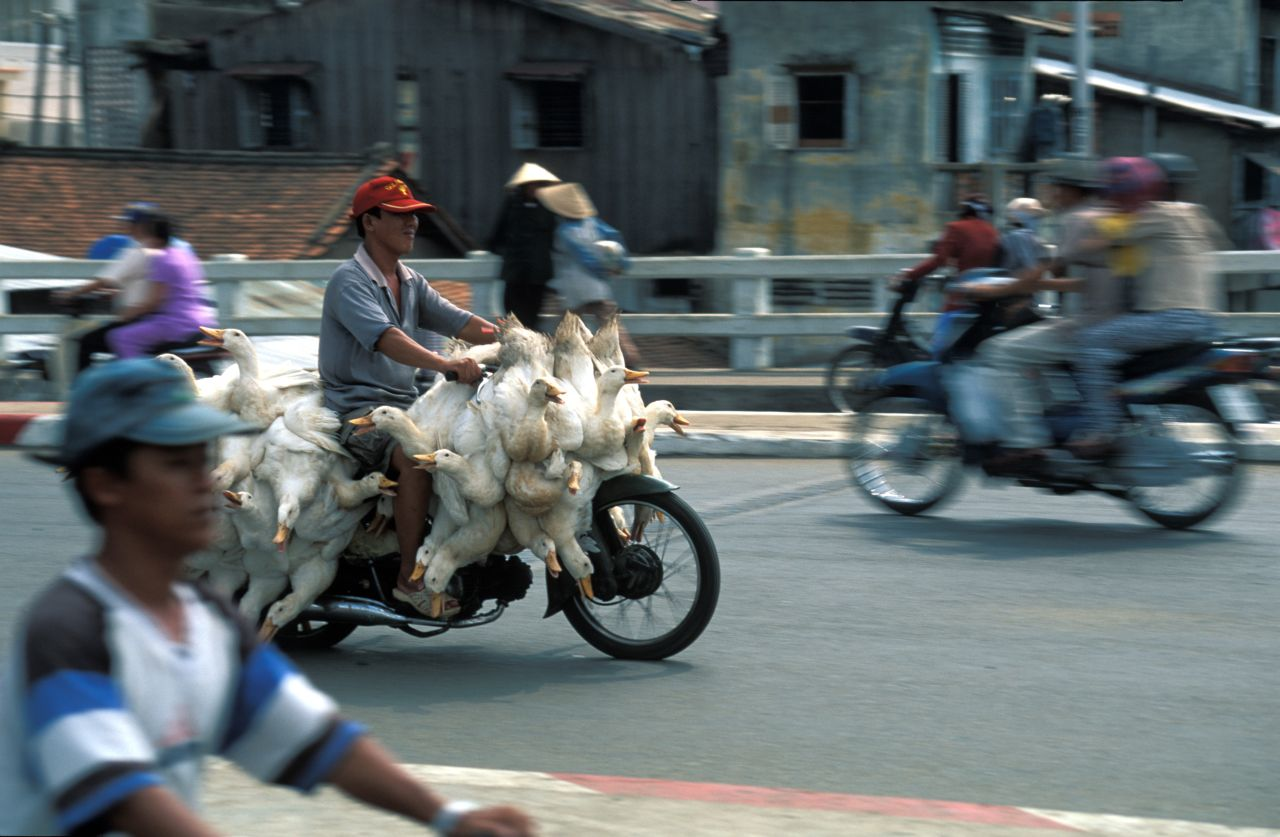
호찌민 거리에서 흔히 볼 수 있는 오토바이

일반적으로 호찌민시의 도로 체계는 좋지 않다. 어떤 도로는 움푹 패인 데가 많으며 상당수 도로들은 일방통행 도로이다. 시내 대중교통은 버스와 택시 뿐이어서 이 도시 당국은 지하철과 지상 열차를 갖추기 위한 재원을 찾고 있다가 최근에 드디어 지하철 노선이 개통되어 운행을 시작하였다! 그리고 이전에 중국으로부터 값싼 오토바이가 대량 수입되어 호찌민시의 오토바이 대수는 300만대까지 증가하였다. 여기에 40만대의 자동차가 더해져 도시의 주차난, 교통체증, 공기 오염이 가중되고 있다. 베이징이 자전거의 도시라면 호찌민은 오토바이의 도시이다. 여행객들은 오토바이 운전자가 거리의 보행자와 수천명의 다른 오토바이 운전자들에 대해서 주의를 기울이지 않으므로 이 도시의 거리가 매우 위험하다는 것을 알아야 한다. 일반적으로 대부분의 사람들은 교통 규칙을 지키고 있으며 교통 법규에 의한 단속도 강화되고 있다. 그러나 운전자들은 여전히 일방통행을 역행하거나 정지 신호를 무시하고 있다.
세계 은행과 호찌민시 산하 교통국이 합동으로 마련한 대중교통 관련정책 협의회는 2010년 6월 15일, 2015년에 호찌민시의 개인 승용차 및 트럭과 오토바이 대수가 등록 기준으로 각각 80만대와 800만대로 2010년보다 배가 늘어날 것으로 예상했다. 이날 협의회에서 참석 전문가들은 지금도 좁고 낡은 도로 사정 등으로 교통체증이 심각한 문제로 대두된 상황에서 앞으로 승용차와 오토바이 대수가 급증할 경우 잦은 교통대란이 불가피할 것이라고 의견을 모았다. 쩐 꽝 푸엉 호찌민시 교통국장은 현재 운행하는 자동차와 오토바이를 주차시키기 위해서는 3,600개의 도로에 3,600만m2의 공간이 필요하지만 실제 주차공간은 2천570만m2에 불과하다고 어려움을 토로했다.

### 항공

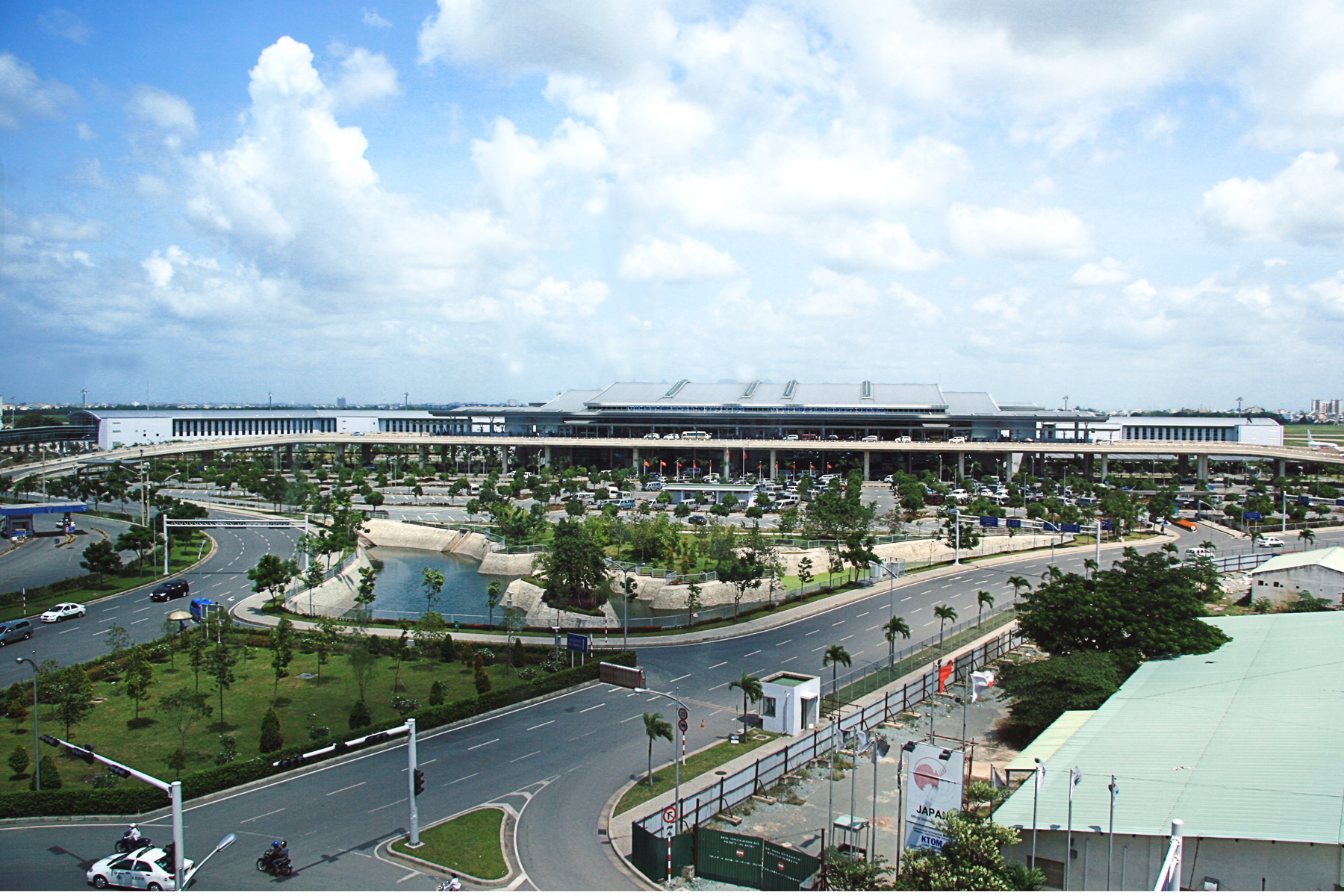
떤선녓 국제공항

호찌민시 중심부에서 7km 떨어진 곳에 베트남 최대의 떤선녓 국제공항이 있다. 2010년을 기준으로 연간 1,550만명의 승객을 수용하였으며, 이것은 베트남 전체 항공 승객 트래픽의 절반에 해당한다.
포화 상태에 다다른 떤선녓 국제공항을 대신할 롱타인 국제공항이 2020년에 개장한다. 동나이성 롱타인현에 입지를 잡았으며, 호찌민시에서 동쪽으로 40km 떨어진 곳에 위치하고 있다. 완공되면 연간 1억명의 승객을 수용할 계획이며, 롱타인 국제공항은 국제선 전용으로, 기존 떤선녓 국제공항은 국내선용 공항으로 이용된다.

### 철도
호찌민시는 베트남 종단 철도인 남북선의 중심 허브이다. 승객들은 사이공 역에서부터 북쪽으로 1,726km 떨어진 하노이나 중국 국경까지 여행할 수 있다.

### 항구
또한 호찌민시와 동나이강을 따라 사이공항, 사이공 신항(딴강항), 벤응에항, VICT(베트남 국제 컨테이너 부두) 등 많은 항구가 있다. 이 항구들은 베트남 전체 수출입의 40%를 담당하고 있다.

### 도로
호찌민시에서 육로와 수로를 통해 남부 베트남과 캄보디아의 많은 곳으로 여행할 수 있다. 이 도시는 국립 고속도로 14번과 20번을 통해 중앙 고원지대로, 국립 고속도로 1번을 통해 북부지역으로 국립 고속도로 1번과 50번을 통해 메콩강 삼각주 지역으로 연결되어 있다. 호찌민시에서 메콩강 삼각주의 중심도시인 껀터와 70km 북동쪽에 있는 동나이성의 Dau Giay까지 연결되는 두 개의 고속도로가 건설중이다.

### 택시

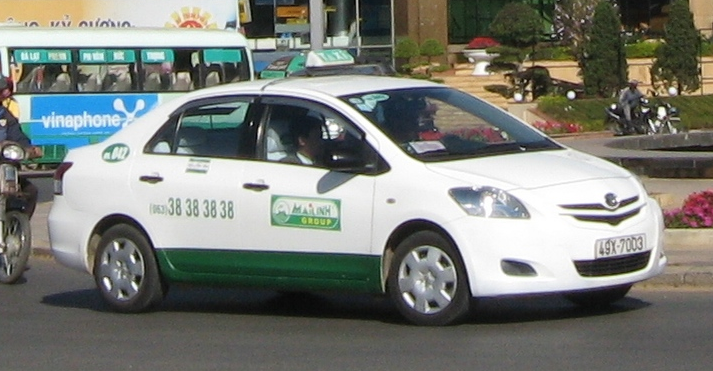
마이린 택시

8,000대의 택시 중 대부분은 미터기를 사용하고 있고, 보통 탈 만한 택시들이지만, 많은 택시기사들이 영어를 제대로 하지 못한다. 어떤 택시기사들은 더 많은 운임을 받기 위해 미터기 사용을 거부한다. 비교적 신뢰할 수 있는 택시 회사로 비나선(VINASUN)과 마이린(MAI LINH)이 있다. 비나선은 베트남 최대의 택시회사로 호치민과 하노이에 회사가 있다. 마이린도 규모는 약간 작지만 높은 신뢰를 받는 회사이다. 그 외에도 시외로 넘어갈 경우엔 노이바이 택시나 택시그룹을 이용하기도 한다. 베트남 택시 요금은 한국의 70~80% 수준으로 이 나라 물가를 감안하면 비싼 편이다.
여행객들은 오토바이 택시(세옴)나 세바퀴 자전거 택시(시클로)를 이용할 때, 기사들이 승객들을 위험한 상황에 처하게 할 수 있으므로, 세심한 주의가 필요하다.

### 버스
2007년부터 사이공-촐롱-미잉따이 버스터미널 (Bến xe miền Tây)를 지나는 전철 공사 (총 자본 1억 달러)가 본격적으로 시작된다. 이 전철은 똔득탕 (Tôn Đức Thắng), 동서대로 (Đại lộ Đông Tây), 리찌우호앙 (Lý Chiêu Hoàng) 길을 따라 운행되며 총 길이는 12km에 이른다. 또한 이 전철의 운송인원은 213-298명으로 최대 70km/h의 속력으로 달리며 학교, 병원, 아파트 단지 등 인구가 조밀한 지역의 23개 역을 통과하게 된다. 베트남 정부 수상의 인준을 이미 받은 이 전철시공 계획안은 2020년까지 전개되는 호찌민시 운송교통발전계획의 일환으로 시행되는 것이다.

### 지하철
라이트 레일 망인 호치민 지하철은 1호선 공사가 진행되어 2019년에 끝났다. 1호선은 롱빈에 보급창을 두고 벤타인 시장과 9군에 있는 수오이띠엔 놀이공원을 연결한다. 계획에 따르면 이 노선은 하루 16만 명의 이상의 승객을 운송할 예정이라고 밝혔다. 벤타인에서 12군이 탐르엉으로 연결되는 노선이 정부의 승인을 받았고, 추가적으로 여러 개의 노선이 현재 계획 중에 있다.

## 주민

### 인구

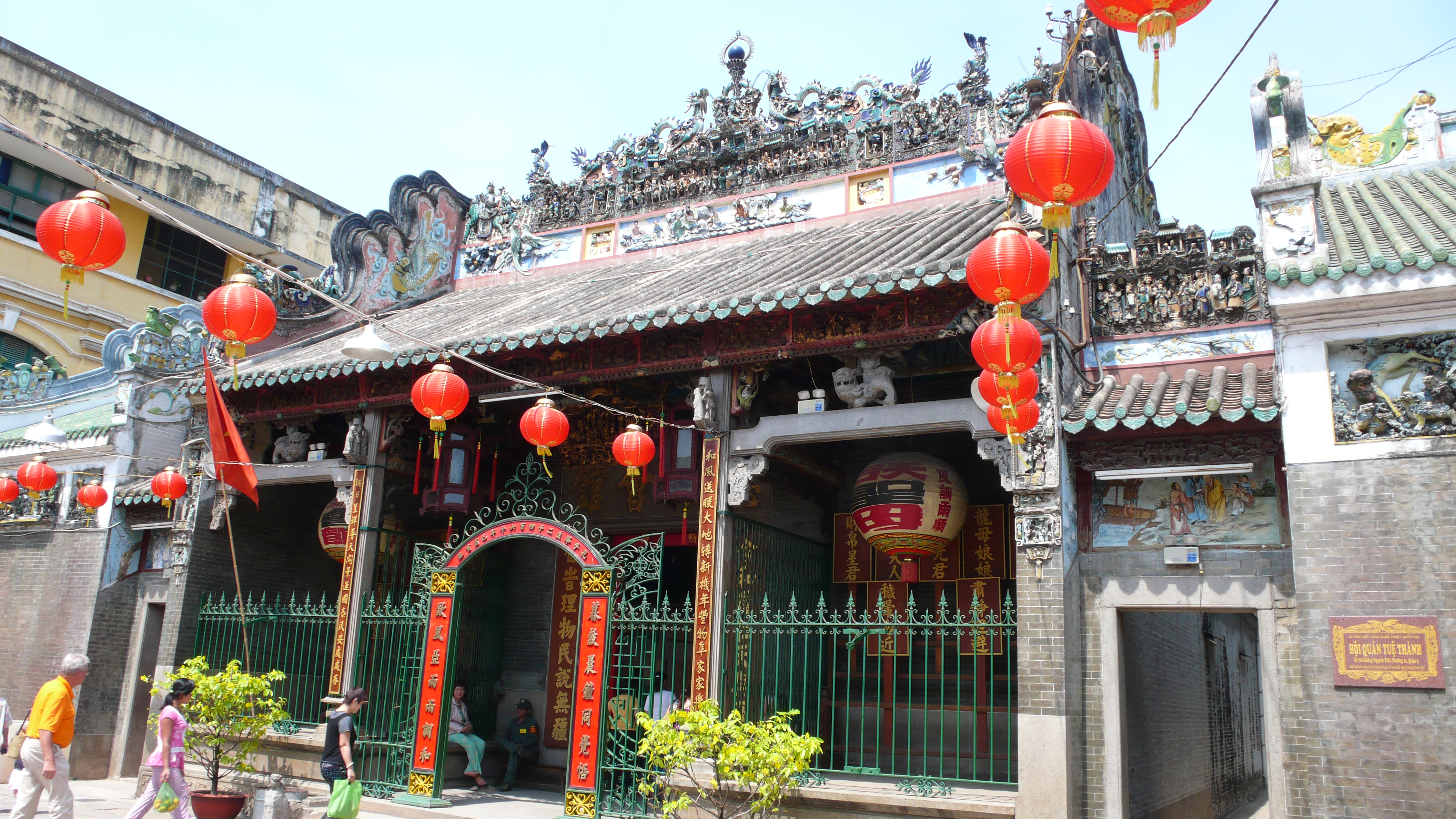
뚜에타인 만남의 집, 5군 차이나타운

호치민시의 인구는 2016년 12월 31일을 기준으로 8,297,500명이며, 그중 19개 내륙에 6,730,676명이 거주하고 있고 5개의 교외 지역에는 1,517,153명의 주민이 있다. 2019년 인구 통계 조사의 결과에 따르면 도시의 인구는 8,993,082명으로 베트남 전체 인구의 9.35%를 차지하여 인구 밀도는 4,293명으로 밀도가 높은 도시로 유명하다. 이것은 호찌민시가 베트남에서 고도로 인구가 집중된 도시가 되어간다는 것을 뜻한다. 행정구역 단위로 볼 때도 성(省) 단위 중 호찌민시의 인구가 가장 많다. 베트남의 가장 큰 경제 및 재정 중심도시로서 호찌민시는 최근 몇 년 동안 다른 베트남 지역 주민을 계속 흡수하고 있어서 인구가 빠른 속도로 늘고 있다. 1999년부터 2004년 동안 호찌민시의 인구는 매년 20만 명가량 증가해 왔다. 베트남의 인구는 매년 약 100만 명씩 증가하고 있다.

### 민족
인구의 대부분인 90%가 베트남인이다. 다른 소수 인종으로는 화교 중국인(8%)이 있고, 그 밖에 크메르인, 참족, 눙족, 에데족이 2%를 차지한다. 호찌민시의 주민은 영어로 "Saigonese", 프랑스어로 "Saigonnais", 베트남어로 "dân Sài Gòn"라고 한다.

### 종교

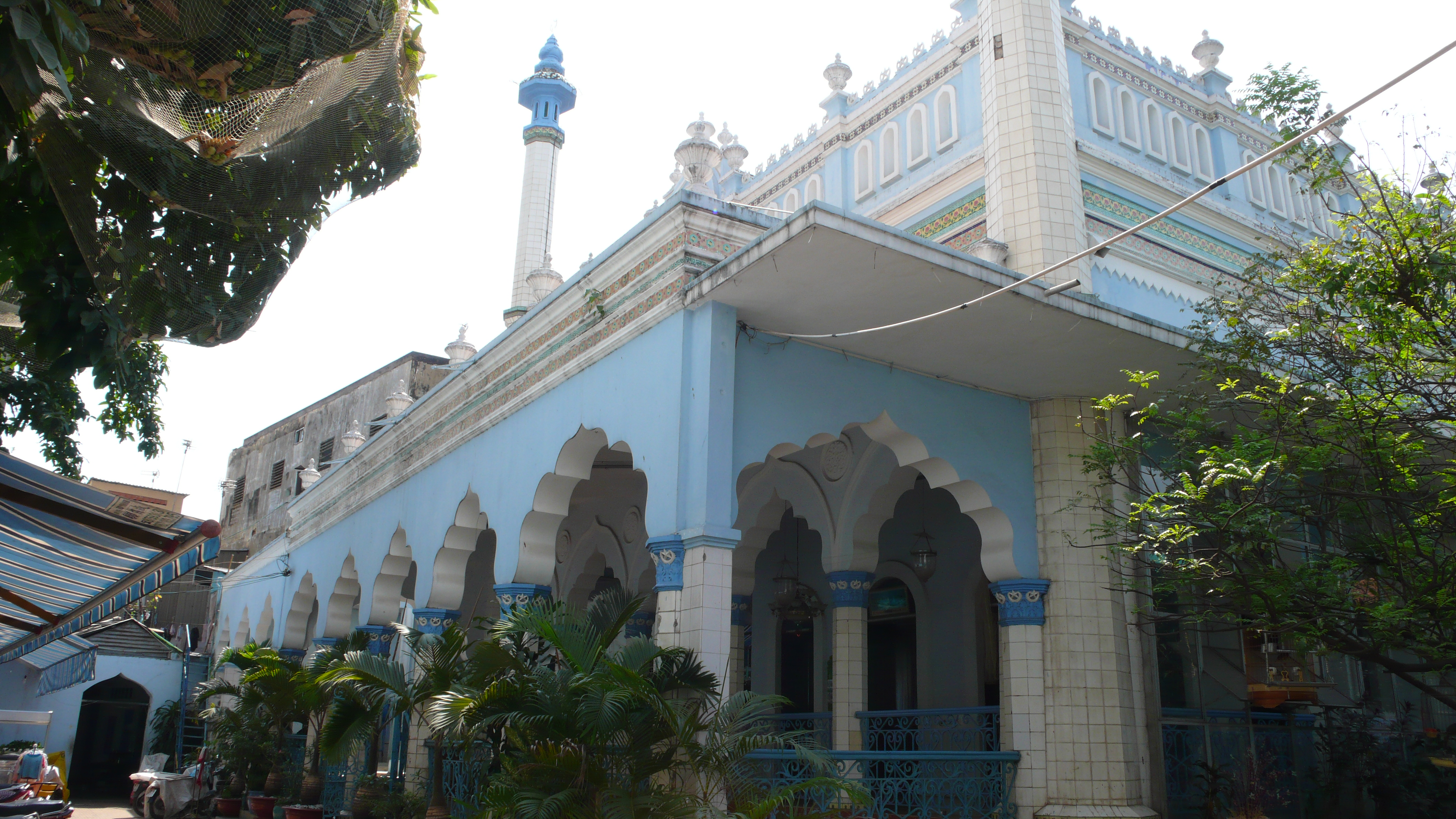
호찌민시의 모스크

호치민시에서 가장 널리 퍼진 3개의 종교는 도교와 유교(조상 숭배를 통한)를 가진 대승 불교이며, 이들은 종종 같은 사원에서 함께 축하를 하기도 한다. 대부분의 베트남인과 와 한족은 이러한 전통적인 종교적 관습에 크게 영향을 받는다. 도시 인구의 약 10%를 대표하는 상당한 규모의 로마 가톨릭 공동체가 있다. 다른 소수 집단에는 호아하오교, 까오다이교, 개신교, 이슬람교, 힌두교, 바하이 신앙이 있다.

### 언어
호찌민시에 거주하는 베트남인들은 그들 특유의 억양의 베트남어를 사용한다. 남부 억양이 50%, 북부가 30%, 중부가 20% 정도 된다. 중국인들은 대부분 남부 사람으로 광둥어, 차오저우 방언, 푸젠 방언, 하이난 방언, 객가어 등 중국의 방언들을 사용하고 표준 중국어를 하는 사람은 소수에 머물고 있다. 영어는 관광업이나 상업 등에 특히 널리 쓰이고 있으며 일부 호찌민 시민들에게는 영어가 사실상 제2의 언어가 되고 있다.

## 교육
호찌민시의 고등교육은 꽤 발달되어 있으며, 50 개의 종합대학 또는 단과 대학이 집중되어 있고, 총 30만명 이상의 학생이 있다.
- 호찌민시 국립 대학(영어: Ho Chi Minh City National University, 베트남어: Đại học Quốc gia Thành phố Hồ Chí Minh)
- 호찌민시 공과 대학
- 호찌민시 사범 대학
- 호찌민 베트남 국립대학 - 35,000명의 학부생을 보유한 베트남에서 가장 중요한 종합 대학이다. 다음의 주요 6개로 구성한다. 자연 과학 대학(이전 사이공 과학 대학), 인문 사회 과학 대학(이전 사이공 문과 대학), 기술 대학(이전 푸토 국립 공업 연구소), 국제 대학, 경제 학부 신설의 정보 기술 대학.

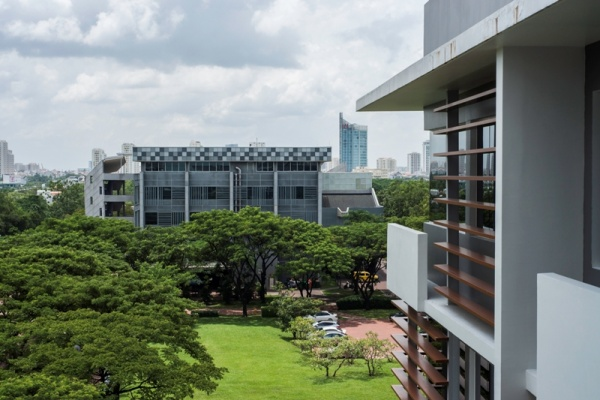
RMIT 대학 사이공 사우스 캠퍼스

그 외에도 중요하고 권위있는 고등 교육 기관을 몇 가지 들어 보면 다음과 같다. 시립 교육 대학, 시립 경제 대학, 시립 건축 대학, 시립 의약 대학, 시립 농림 대학, 시립 법과 대학, 시립 기술 교육 대학, 시립 은행 대학, 시립 무역 대학, 시립 공대, 오픈 유니버시티 시립 체육 보건 대학, 시립 미술 대학, 시립 문화 대학, 시립 음악 학교.
RMIT 대학은 2000년에 설립되었으며, 현재 호찌민과 하노이에 2개의 캠퍼스를 가지고 있다. 7,000명 이상의 학생들이 등록 되어 있다. 사이공 사우스 캠퍼스는 호찌민을 기반으로 6,000명의 학생이 등록되어 있고 2개의 캠퍼스 중 가장 큰 캠퍼스이다. IT, 비즈니스, 패션, 머천다이징 및 경제 분야에서 광범위한 프로그램을 운영한다.

## 관광

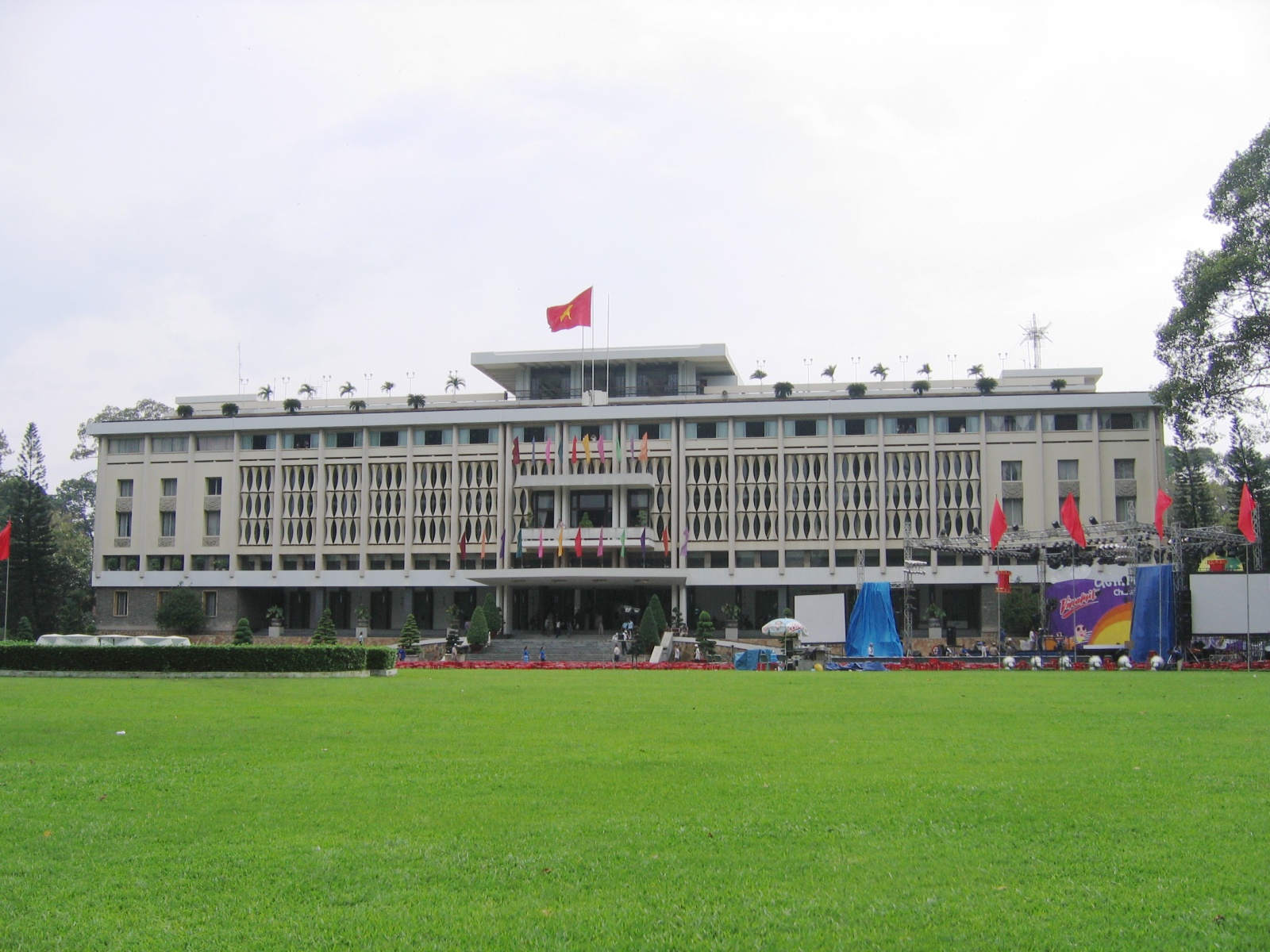
통일궁

호치민은 관광할 곳이 모여 있는 편이라 처음 방문하여도 둘러보기 쉽다. 호찌민시에는 베트남인 영웅들을 위한 기념비가 몇 개 서 있긴 하지만, 백 년 전의 프랑스 식민지 시대에 와 있는 것 같은 느낌을 준다. 각종 관공서와 교회, 오페라 극장, 대형 호텔 들이 모두 프랑스 건축가들에 의해 설계되었기 때문이다. 그리고 "동양의 파리"라고도 불리는 이 도시의 대로들은 센강 위의 도시 파리의 거리와 비슷한 모습을 하고 있다. 프랑스 식민지령 시절에 지은 유서 깊고 아름다운 뛰어난 건물들, 통일궁, 호찌민 시청, 호찌민 시립 극장, 사이공 중앙 우체국, 노틀담 성당이 시내 중심가에 위치하고 있다. 통일궁은 역사적 명소로, 응오 비엣 투가 설계한 과거의 대통령 관저이다.
부드러운 노란색 벽면과 흰색 기둥이 붉은 지붕 아래서 묘한 대비를 이루는 인민위원회청사는 프랑스에 의해 1908년 완공됐으며 식민시절에는 시청으로 쓰이다가 1975년 베트남 통일 이후에는 인민위원회청사로 사용되고 있다. 호텔 마제스틱 같은 건축물들은 프랑스령 식민지 시대까지 거슬러 올라가는 유서 깊은 건물이다. 먼저 시내 중심부와 사이공강을 잇는 응우엔후에(Nguyen Hue) 거리에는 덕스톤 호텔(Duxton Hotel)이 자리하고 있다.
호찌민시 박물관, 베트남 역사 박물관 등의 주목할 만한 현대식 역사 혁명 박물관 등과 호찌민 전쟁박물관 등 다양한 종류의 박물관이 있다. 전쟁박물관은 호찌민시에 있는 박물관 가운데 여행자가 가장 많이 방문하는 곳으로 구 명칭은 "전쟁 범죄 박물관"이다. 베트남 전쟁 때 사용되었던 미군 장갑차와 대포, 폭탁 등 전쟁 유물과 사진을 통해 베트남 전쟁의 잔혹성을 말해 주고 있다. 박물관에는 미군이 저지른 전쟁 범죄에 관한 내용들이 가득하며 차마 눈을 뜨고 볼 수 없는 고엽제 피해자들에 관한 끔찍한 사진도 전시되어 있다. :403 사이공 동식물원도 1865년까지 거슬러 올라가는 유서깊은 유적이다.

## 문화
호치민시는 수백 개의 인쇄업체와 출판사가 있으며, 서점도 많고, 공립 또는 학교 도서관 네트워크도 확산되고 있다. 호치민시 종합 도서관은 150만권 이상의 장서를 가진 베트남 제일의 아름다운 건축의 건물이다. 이외에도 사립 화랑이 많이 공개되어 있다. 시영 극장 외에도 Bến Thành and Hòa Bình 극장과 Lan Anh 음악당 같은 멋진 오락 시설이 있다.

### 요리
남베트남 요리 외에도, 베트남 전역의 요리를 제공하는 레스토랑이 있다. 프랑스 요리와 일본의 스시, 텍사스풍 바비큐에서 켄터키 프라이드 치킨 같은 패스트 푸드까지 지역 이외의 요리를 맛볼 수있다. 또한 최근에는 도심의 대형 쇼핑몰에 푸드 코트가 다수 영업하고 있다.

### 쇼핑
최근에 중대형 쇼핑센터들이 문을 열었다. 최근에 문을 연 쇼핑센터들로는 다음과 같은 것들이 있다.

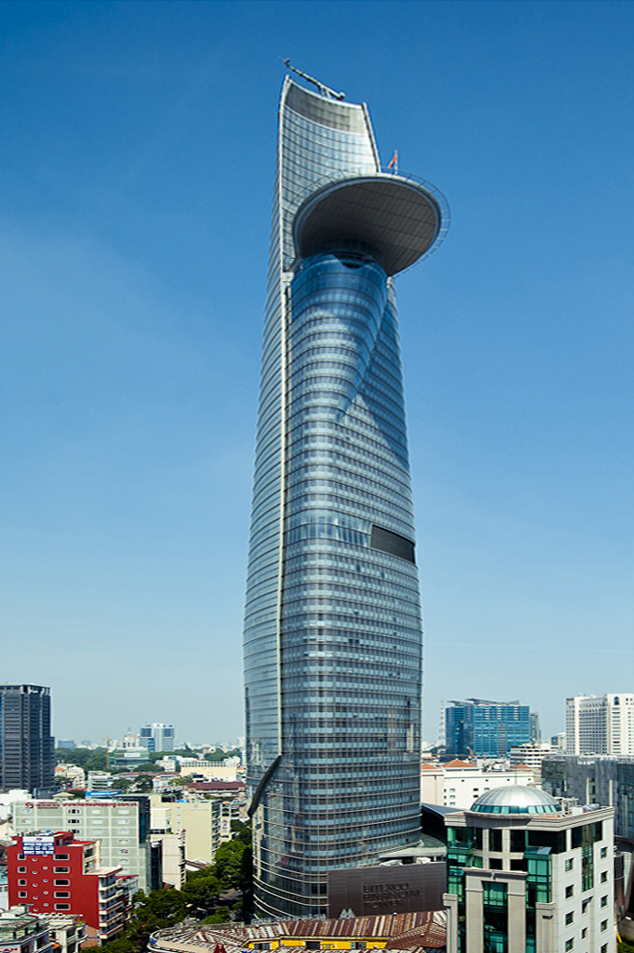
비텍스코 파이낸셜 타워, 베트남에서 세 번째로 높은 건물이다

- 맥시마크 (Maximark) - 여러 지점 (10군, 떤빈군)
- 스타마트 (Satramart) - 460 3/2 Street, 12 프엉, 10군
- 오샹 (Auchan 2016) - 여러 지점 (10군, 고밥군)
- 롯데마트 – 여러 지점 (7군, 11군, 떤빈군)
- AEON Mall Tan Phu Celadon (2014) - 여러 지점 (빈떤군, 딴푸군)
- SC 비보시티 (VivoCity 2015) - 1058 Nguyen Van Linh Boulevard, Tan Phong Ward, 7군
- 젠 플라자 (Zen Plaza 1995) – 54–56 Nguyễn Trãi St, 1군
- 사이공 센터 (Saigon Centre 1997) – 65 Lê Lợi Blvd, Ben Nghe Ward, 1군
- 다이아몬드 플라자 (Diamond Plaza 1999) – 34 Le Duan Blvd, 1군
- Big C (2002) – 여러 지점 (1군0, 빈떤군, 고밥군, 푸뉴언군, 딴푸군)
- METRO Cash & Carry – 여러 지점 (2군, 6군, 12군)
- 크레슨트몰 (Crescent Mall)- Phu My Hung, 7군
- 팍슨 (Parkson 2005–2009) – 여러 지점 (1군, 2군, 5군, 7군, 11군, 떤빈군)
- 사이공 패러곤 (Saigon Paragon 2009) – 3 Nguyễn Lương Bằng St, Tan Phu Ward, 7군다이아몬드 플라자

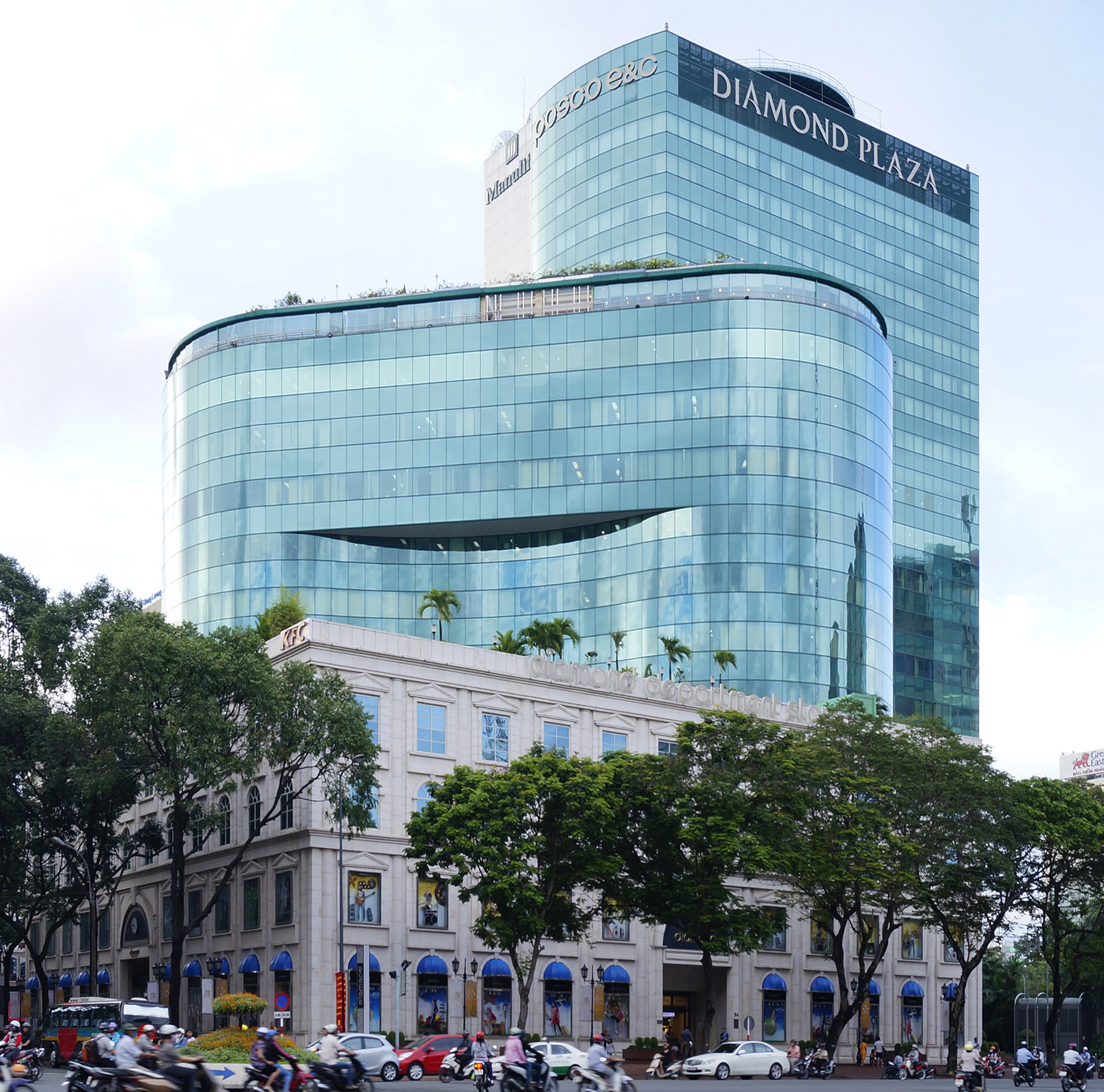
다이아몬드 플라자

- 나우존 (NowZone 2009) – 235 Nguyen Van Cu Ave, Nguyen Cu Trinh Ward, 1군
- 금호 아시아나 플라자 (2010) – 39 Le Duan Blvd, Ben Nghe Ward, 1군
- 빈컴센터 (Vincom Centre 2010) – 70–72 Lê Thánh Tôn St, Ben Nghe Ward, 1군
- 유니언 스퀘어 - 171 Lê Thánh Tôn st, Ben Nghe Ward, 1군
- 빈컴메가몰 (Vincom Mega Mall 2016) - Số 161 Xa Lộ Hà Nội, P. Thảo Điền, 2군
- 비텍스코 파이낸셜 타워 (2010) – Hẻm số 2 Hàm Nghi Blvd, Ben Nghe Ward, 1군
- 쿱마트 (Co.opmart) - 여러 지점 (1군, 3군, 5군, 6군, 7군, 8군, 10군, 11군, 12군, 빈타인군, 빈떤군, 꾸치현, 고법군, 혹몬군, 푸뉴언군, 딴푸군, 투득군)

2007년, 베트남을 방문하는 전체 여행자들 중 약 70%인 300만명이 호찌민을 방문했다. 호찌민 항의 전체 화물 운송은 베트남 전체의 약 1/3에 해당하는 5050만 톤에 달했다.

### 예술
호찌민시는 베트남 제2의 예술 도시이다. 역사적 사연으로 인해, 예술작품은 보통 동서양 양식 모두의 영향을 받았다. 호찌민시에서 가장 유명한 예술 관련 장소는 호찌민시 미술관이며, 많은 화랑들이 남끼코이 응햐 거리, 짠푸 거리, 부이비엔 거리에 늘어서 있다.

### 인터넷, 통신
ADSL로 연결되는 인터넷이 220만 가구로 빠르게 확산되고 있으며, 약 550만 명이 자주 접속하는 이용자다. 호찌민시의 인터넷 서비스 제공자들로는 베트남 데이터 커뮤니케이션 컴퍼니(VDC), Corporation for Finance and Promoting Technology (FPT), 넷남 사, 비엣텔 사가 있다. 베트남 전역이 동일하지만, 어떤 사이트의 접속은 막혀 있다. 민감한 정치적 내용이나 종교적 내용을 가진 사이트들은 일상적으로 막히고, 어떤 곳은 정부가 의도하지 않았다고 부정하지만 블럭되는 곳도 있다. 베트남이 인터넷 감시 활동을 위해 1만 명 규모의 사이버 부대를 운영하고 있는 것으로 알려졌다.

호찌민에는 2백만대 이상의 유선 전화가 있으며, 약 1500만 대의 휴대폰 이용자가 있으며, 휴대폰 이용자는 매년 20%씩 성장하는 추세이다. 휴대폰 서비스는 비엣텔 모바일, 모비폰, 비나폰, S-폰 등 많은 회사들에 의해 제공된다.

## 스포츠
2005년을 기준으로 호찌민시는 91개 축구장, 86개 수영장, 256개의 체육관을 보유하고 있다. 가장 규모가 큰 경기장은 10군 6방의 다오즈이뚜 거리에 있는 통녓 경기장이다. 두 번째로 규모가 큰 것은 떤빈군 떤선녓 국제공항 근처에 있는 7군구 경기장(꽌쿠 7 경기장)이다. 7군구 경기장은 2007년 AFC 아시안컵 조별 예선이 열렸던 곳이기도 했다. 이곳은 스포츠 경기장이기도 하면서, 음악 연주장이기도 하다. 식민지 시대에 정착된 유명한 경기인 푸토 레이스코스로는 베트남 유일의 경기장이다. 호찌민시의 체육교육국은 또한 판딘풍, 탄따, 옛끼우와 같은 많은 클럽들을 운영하고 있다.
호찌민시는 많은 축구단들의 연고지이기도 하다. 호찌민시에서 가장 대표적인 축구단 중의 하나는 호치민 시티 FC로 통녓 경기장을 홈구장으로 이용하고 있다. 이들은 최상위 리그인 V리그 1에서 4회의 우승 경력을 가지고 있다. (1986, 1993–94, 1997, 2001–02) 현재는 2부 리그인 V리그 2로 강등되었다.
4군구로 창설된 나비뱅크 사이공 FC도 통녓 경기장을 홈구장으로 하며, 2008 시즌 2부 리그에서 우승하여, 2009년에 V리그 1으로 승격했다.
베트남 프로축구 리그인 V-리그에서 활약하는 호치민 시티 FC와 사이공 FC가 있다.

## 자매 도시
| - 중화민국 타이베이 - 대한민국 부산 - 미국 샌프란시스코 - 미국 뉴욕시 - 러시아 모스크바 - 러시아 상트페테르부르크 - 대한민국 부천 - 캐나다 토론토 - 프랑스 리옹 - 튀르키예 이스탄불 - 라오스 참파사크 - 벨라루스 민스크 | - 일본 오사카 (1995년 6월 13일) - 일본 아이치현 (2016년 9월 13일) - 일본 효고현 (2007년 10월 27일) - 일본 요코하마 (2007년 7월 23일) - 중국 상하이 (1994년 5월 14일) - 중국 광저우 (1996년 4월 1일) - 중국 선양 (1999년 4월 21일) - 중국 취안저우 - 필리핀 마닐라 - 이란 타브리즈 |

## 같이 보기
- 재베트남 한국인